# كوستاس كاتسورانيس

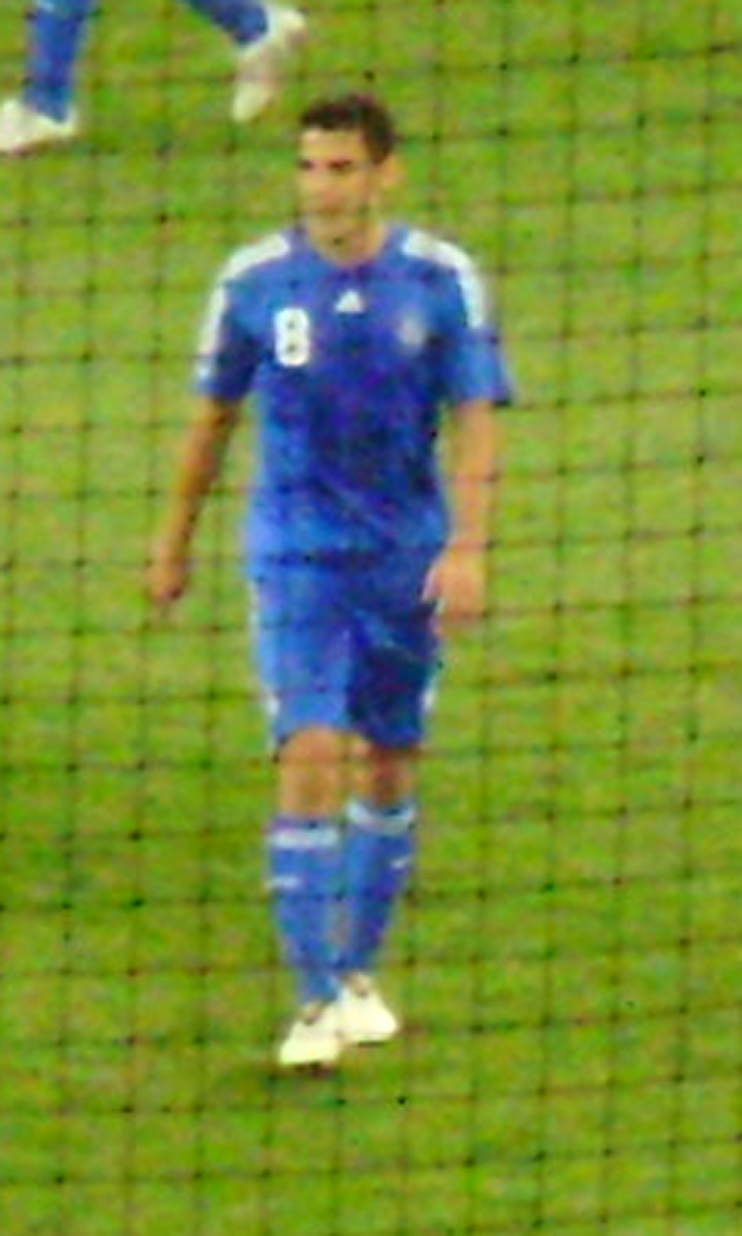
كوستاس كاتسورانيس

كوستاس كاتسورانيس (باليونانية: Κώστας Κατσουράνης)‏ ، من مواليد 21 يونيو 1979 في باتراس في اليونان ، لاعب كرة قدم يوناني.
يلعب مع نادي بنفيكا البرتغالي منذ عام 2006.
بدأ باللعب مع منتخب اليونان لكرة القدم في عام 2003.

## مسيرته الكروية
لعب كوستاس كاتسورانيس خلال مسيرته الاحترافية مع 8 أندية في اثنين وعشرين موسمًا وسجل خلالها 79 هدفًا ضمن 460 مباراة. حيث فاز في موسم واحد بالكأس وفي موسم واحد بالدوري.
خاض كوستاس كاتسورانيس مسيرته مع نادي باناتشايكي ‏ في موسم 1996–97 ليلعب معه ستة مواسم، مشاركًا في 121 مباراة سجل خلالها 14 هدفًا. ثم انتقل إلى نادي أيك أثينا في موسم 2002–03 ليلعب معه أربعة مواسم، حيث شارك في 110 مباراة سجل خلالها 29 هدفًا. لينتقل بعدها إلى نادي بنفيكا في موسم 2006–07 واستمر معه طيلة ثلاثة مواسم، مشاركًا في 80 مباراة سجل خلالها 10 أهداف. ثم انتقل إلى نادي باناثينايكوس في موسم 2009–10 ليلعب معه أربعة مواسم، مشاركًا في 80 مباراة سجل خلالها 17 هدفًا. هذا وانتقل لاحقًا إلى نادي باوك في موسم 2012–13 ولمدة موسمين، مشاركًا في 38 مباراة سجل خلالها 4 أهداف. ثم انتقل بعدها إلى نادي مدينة بونه لكرة القدم ما بين عامي 2014 و2015 لمدة موسم واحد، مشاركًا في 14 مباراة سجل خلالها 4 أهداف أيضًا. ليعود وينتقل من جديد، لكن هذه المرة إلى نادي أتروميتوس في موسم 2014–15 لمدة موسم واحد، مشاركًا في 16 مباراة سجل خلالها هدفًا واحدًا. لينتقل بعدها إلى هايدلبرغ يونايتد ‏ ما بين عامي 2015 و2016 لمدة موسم واحد، مشاركًا في مباراة ولم يسجل أي هدف.

## روابط خارجية
- كوستاس كاتسورانيس على موقع الاتحاد الدولي (مؤرشف)  (الإنجليزية)
- كوستاس كاتسورانيس على موقع الاتحاد الأوربي (الإنجليزية)
- كوستاس كاتسورانيس على موقع قاعدة بيانات كرة القدم.إي يو (الإنجليزية)
- كوستاس كاتسورانيس على موقع ليكيب (الفرنسية)
- كوستاس كاتسورانيس على موقع ناشيونال فوتبول تيمز (الإنجليزية)
- كوستاس كاتسورانيس على موقع Soccerway.com (الإنجليزية)
- كوستاس كاتسورانيس على موقع عالم كرة القدم.نت (الإنجليزية)
- كوستاس كاتسورانيس على موقع كووورة
- كوستاس كاتسورانيس على موقع AS.com (الإسبانية)